# 김진이 (배우)
김진이(1982년 11월 7일~)는 대한민국의 배우이자 모델이다.
1990년 광고 모델로 처음 데뷔하였고, 1993년 MBC 설 특집극 《야등이》를 통하여 배우로 데뷔하였다. 1990년대 EBS 성장드라마 시리즈의 히로인으로 활약하였으며, 2000년대 이후에는 주로 연극과 뮤지컬 무대에서 활동하다가 2012년 KBS 대하드라마 《대왕의 꿈》으로 TV에 복귀하였다.

## 출연작
드라마
| 연도      | 방송       | 제목                             | 역할      | 비고 |
| --------- | ---------- | -------------------------------- | --------- | ---- |
| 1993      | MBC        | 야등이                           |           |      |
| 1993      | MBC        | 베스트극장 사랑하는 나의 연사들  |           |      |
| 1993      | MBC        | 김가 이가                        |           |      |
| 1995-1996 | EBS1       | 언제나 푸른마음                  | 김진이    |      |
| 1996      | MBC        | 사춘기                           |           |      |
| 1996      | MBC        | 남자 셋 여자 셋                  |           |      |
| 1996-1998 | EBS1       | 감성세대                         | 김진이    |      |
| 1998-1999 | EBS1       | 내일                             | 이지원    |      |
| 1999-2000 | EBS1       | 네 꿈을 펼쳐라                   | 이정민    |      |
| 2001      | EBS1       | 《학교 이야기》 '누나 사랑해' 편 |           |      |
| 2002      | MBC        | 베스트극장:엽기발랄 홍선생       |           |      |
| 2005      | EBS1       | 지금도 마로니에는                | 백혜욱    |      |
| 2006      | EBS1       | 비밀의 교정                      | 오혜라    |      |
| 2012-2013 | KBS1       | 대왕의 꿈                        | 시노      |      |
| 2014      | OCN        | 귀신 보는 형사 처용              | 동미 친구 |      |
| 2014      | OCN        | 리셋                             | 한미선    |      |
| 2014      | KBS2       | 일편단심 민들레                  | 최정원    |      |
| 2015      | KBS2       | 후아유 - 학교 2015               | 보건교사  |      |
| 2016      | KBS2       | 구르미 그린 달빛                 | 금복      |      |
| 2018      | KBS 스토리 | 우리동네 愛만들기 대작전         | 김실장    |      |

영화
- 《빙우》 (2004년) ... 권상희 역
- 《잃어버렸어》
- 《호루라기》 (2005년)
- 《바다》 (2011년) ... 진이 역

연극
- 《황순원의 소나기 그 이후》
- 《그 여자 사람잡네》 (2004년)
- 《톨스토이의 어둠의 힘》
- 《베이비시터》
- 《서쪽나라에서 온 플레이보이》 (2006년) ... 페긴 역
- 《뜻대로 생각하세요》
- 《아이시떼르》 (2007년) ... 하나꼬 역
- 《물속의 집》 (2007년) ... 수경 역
- 《아버지가 사라졌다》 (2008년) ... 은숙 역
- 《라이어 3탄 - 퍼니머니》 (2009년) ... 백선혜 역
- 《침팬지, 인간보고서》 (2009년~2010년) ... 카르멘 역
- 《6.25전쟁과 이승만》 (2010년) ... 넬리 손 역
- 《훈남들의 수다》 (2010년~2011년) ... 엄정은 역
- 《동치미》 (2013년) ... 김정연 역
- 《숲귀신》 (2014년) ... 엘레나 역
- 《아리랑 랩소디》 (2015년)
- 《타오르는 어둠속에서》 (2016년)
- 《칼의 기억 히젠토》 (2016년)

뮤지컬
- 《피아노 살인》
- 《러브메이커 시즌1》 (2006년) ... 천사1 역
- 《화성에서 꿈꾸다》 (2007년)
- 《보잉보잉》 (2008년) ... 나해라 역
- 《러브메이커 시즌2》 (2011년) ... 천사1 역
- 《러브메이커 시즌3》 (2012년) ... 천사1 역
- 《춘향이의 첫날밤》 (2013년~2014년) ... 춘향 역

## 광고
- 2020년 유한양행 해피홈
- 2021년 커블체어 - 전 이런 잔소리 안해요
- 2021년 AIG손해보험